# (300928) Uderzo
(300928) Uderzo est un astéroïde de la ceinture principale.

## Description
(300928) Uderzo est un astéroïde de la ceinture principale. Il fut découvert le 9 février 2008 à l'observatoire de Saint-Sulpice par Bernard Christophe. Il présente une orbite caractérisée par un demi-grand axe de 3,06 UA, une excentricité de 0,05 et une inclinaison de 1,0° par rapport à l'écliptique.
Il est nommé d'après Albert Uderzo.